# 法裔美国人
法裔美国人，为具有法兰西人或法裔加拿大人血统的美国人。法裔美国人总人口达1180万（2009年），占美国总人口的4%。

## 人口分布

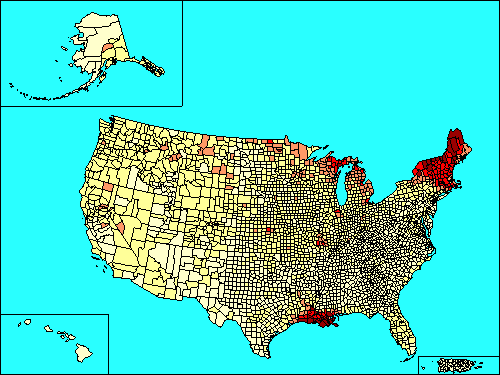
法裔美国人分布图

法裔美国人的旗帜

根据美国2000年人口普查，5.3%的美国人具有法裔血统。法裔美国人超过10%的州份有：
| 缅因州       | 25.0% |
| 新罕布什尔州 | 24.5% |
| 佛蒙特州     | 23.9% |
| 罗德岛州     | 17.2% |
| 路易斯安那州 | 16.2% |
| 马萨诸塞州   | 12.9% |
| 康乃迪克州   | 9.9%  |